# Fındıcak, Osmancık
Fındıcak là một xã thuộc huyện Osmancık, tỉnh Çorum, Thổ Nhĩ Kỳ. Dân số thời điểm năm 2010 là 55 người.